# Lewis F. Payne

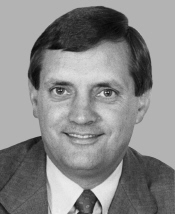
Lewis F. Payne

Lewis Franklin Payne Jr. (* 9. Juli 1945 in Amherst, Amherst County, Virginia) ist ein US-amerikanischer Politiker. Zwischen 1988 und 1997 vertrat er den Bundesstaat Virginia im US-Repräsentantenhaus.

## Leben
Lewis Payne besuchte bis 1963 die Amherst County High School. Danach absolvierte er bis 1967 das Virginia Military Institute in Lexington. Zwischen 1968 und 1970 diente er in der US Army, deren Reserve er auch danach noch angehörte. Nach seiner aktiven Militärzeit setzte er bis 1973 seine Ausbildung mit einem Studium an der University of Virginia in Charlottesville fort. Danach fungierte er unter anderem als Präsident einer kleinen Baufirma. Gleichzeitig schlug er als Mitglied der Demokratischen Partei eine politische Laufbahn ein.
Nach dem Tod des Abgeordneten Dan Daniel wurde Payne bei der fälligen Nachwahl für den fünften Sitz von Virginia als dessen Nachfolger in das US-Repräsentantenhaus in Washington, D.C. gewählt, wo er am 14. Juni 1988 sein neues Mandat antrat. Nach vier Wiederwahlen konnte er bis zum 3. Januar 1997 im Kongress verbleiben. Dort war er zeitweise Vorsitzender des Ausschusses für innere und insulare Angelegenheiten.
Im Jahr 1996 verzichtete er auf eine weitere Kandidatur. Stattdessen bewarb er sich erfolglos um das Amt des Vizegouverneurs von Virginia. Seither arbeitet er für eine Beraterfirma.